# K Olsa Brakel
Maillots
Actualités
Dernière mise à jour : 6 août 2018.
Le (Koninklijke) OLSA Brakel est un club de football belge basé à Brakel, dans le sud de la province de Flandre-Orientale. Le club, porteur du matricule 5553, évolue en Nationale 2 lors de la saison 2020-2021. C'est sa 21e saison dans les divisions nationales. L'abréviation O.L.S.A. signifie Oud Leerlingenbond Sint-Augustinus, ce qui peut se traduire par Association des anciens élèves de Saint-Augustin.

## Histoire
On ignore la date exacte de la fondation du club, qui s'appelle à l'origine OLSA Nederbrakel. Il rejoint l'URBSFA le 5 février 1952 et se voit attribuer le matricule 5553. Il débute comme club débutant, avant de devenir club effectif le 20 juin 1953 et est versé dans les séries provinciales.
Le club évolue durant quarante ans dans les séries provinciales est-flandriennes. En mai 1975, le club change son nom et devient l'OLSA Brakel. Il rejoint pour la première fois de son histoire la Promotion, quatrième et dernier niveau national, en 1990. Le club s'installe d'emblée comme une bonne équipe de milieu de classement, terminant même vice champion, derrière Deinze, lors sa deuxième saison en 1991-1992. Mais après sept saisons, le club ne peut éviter la dernière place de sa série et est renvoyé vers les séries provinciales en 1997. Il est reconnu « Société Royale » le 10 avril 2002 et adapte son nom en Koninklijke O.L.S.A. Brakel.
Le club met dix ans à revenir en nationales. En 2007, il remporte le tour final provincial, et est promu en Promotion. En 2010, le club termine troisième de sa série et se qualifie ainsi pour le tour final pour la montée en Division 3. Après des victoires face à Wijgmaal, Tongres et Grimbergen, le club décroche une place en troisième division pour la première fois de son histoire. Pour sa première saison à ce niveau, le club lutte jusqu'au bout pour son maintien, qu'il assure finalement pour trois points, terminant quatorzième de sa série. Il évolue au troisième niveau national jusqu'en 2016 quand, à la suite de la réforme du football national menant à la création d'un cinquième niveau, il recule d'un rang dans la hiérarchie et se retrouve en Division 2 Amateur, le nouveau nom pris par le quatrième niveau national.

### Projets et ambition en D2 Amateur
Le club 
Au terme la saison 2021-2022, le K. OLSA Brakel (matricule 5553) reprend le matricule 3901 du K. FC Olympic Burst mais conserve son n°5553 ainsi que le nom de (K.) OLSA Brakel (le titre de « Koninklijke » doit faire l'objet d'une demande auprès de la Maison du Roi pour être à nouveau officialisé. Concrètement, cette opération/fusion permet à Brakel de consolider son projet en D2 Amateur et de disposer de ce que le club Jaune et Noir appelle une « équipe de formation » en 2e Provinciale . Note: durant l'automne 2021, le K. FCO Burst avait été sollicité pour entrer dans une fusion de plusieurs clubs d'Erpe-Mere - (voir Erpe-Mere United (5343))  - mais avait décliné cette offre, préférant « jeter l'éponge » . Le cercle termine toutefois la saison 21-22 et assure sa place en « P2 » avec une jolie 4e place .

## Résultats dans les divisions nationales
Statistiques mises à jour le 9 décembre 2024 (terme de la saison 2023-2024)

### Bilan
| Niv | Divisions     | Jouées | Titres | TM Up | TM Down |
| --- | ------------- | ------ | ------ | ----- | ------- |
| I   | 1re nationale | 0      | 0      |       |         |
| II  | 2e nationale  | 0      | 0      |       |         |
| III | 3e nationale  | 6      | 0      |       |         |
| IV  | 4e nationale  | 17     | 0      | 2     |         |
| V   | 5e nationale  | 1      | 0      |       |         |
|     |               |        |        |       |         |
|     | TOTAUX        | 24     | 0      | 2     | 0       |

- TM Up : test-match pour départager des égalités, ou toutes formes de Barrages ou de Tour final pour une montée éventuelle.
- TM Down : test-match pour départager des égalités, ou toutes formes de Barrages ou de Tour final pour le maintien.

### Classement saison par saison
| Ordre               | Saison  | Nom du club    | Niveau                         | Classement final | Remarques            |
| ------------------- | ------- | -------------- | ------------------------------ | ---------------- | -------------------- |
| 1                   | 1990-91 | OLSA Brakel    | Promotion série B              | 7e/16            |                      |
| 2                   | 1991-92 | OLSA Brakel    | Promotion série A              | 2e/16            |                      |
| 3                   | 1992-93 | OLSA Brakel    | Promotion série A              | 8e/16            |                      |
| 4                   | 1993-94 | OLSA Brakel    | Promotion série A              | 9e/16            |                      |
| 5                   | 1994-95 | OLSA Brakel    | Promotion série A              | 11e/16           |                      |
| 6                   | 1995-96 | OLSA Brakel    | Promotion série A              | 9e/16            |                      |
| 7                   | 1996-97 | OLSA Brakel    | Promotion série A              | 16e/16           | Relégué              |
| séries provinciales |         |                |                                |                  |                      |
| 8                   | 2007-08 | K. OLSA Brakel | Promotion série A              | 9e/16            |                      |
| 9                   | 2008-09 | K. OLSA Brakel | Promotion série A              | 11e/16           |                      |
| 10                  | 2009-10 | K. OLSA Brakel | Promotion série A              | 3e/16            | Promu via tour final |
| 11                  | 2010-11 | K. OLSA Brakel | Division 3 série A             | 14e/18           |                      |
| 12                  | 2011-12 | K. OLSA Brakel | Division 3 série A             | 13e/18           |                      |
| 13                  | 2012-13 | K. OLSA Brakel | Division 3 série A             | 14e/18           |                      |
| 14                  | 2013-14 | K. OLSA Brakel | Division 3 série A             | 7e/18            |                      |
| 15                  | 2014-15 | K. OLSA Brakel | Division 3 série A             | 4e/18            | [ saisons 2 ]        |
| 16                  | 2015-16 | K. OLSA Brakel | Division 3 série A             | 10e/18           | Relégué              |
| 17                  | 2016-17 | K. OLSA Brakel | Division 2 Amateur VFV série A | 6e/16            | Tour final           |
| 18                  | 2017-18 | K. OLSA Brakel | Division 2 Amateur VFV série A | 9e/16            |                      |
| 19                  | 2018-19 | K. OLSA Brakel | Division 2 Amateur VFV série A | 16e/16           | Relégué !            |
| 20                  | 2019-20 | K. OLSA Brakel | Division 3 Amateur VFV série A | 3e/16            | Promu !              |
| 21                  | 2020-21 | K. OLSA Brakel | Nationale 2 VFV série A        | 9e/16            |                      |
| 22                  | 2021-22 | K. OLSA Brakel | Nationale 2 VV série A         | 3e/16            |                      |
| 23                  | 2022-23 | K. OLSA Brakel | Nationale 2 VV série A         | 13e/18           |                      |
| 24                  | 2023-24 | K. OLSA Brakel | Nationale 2 VV série A         | 14e/18           |                      |
| 25                  | 2024-25 | K. OLSA Brakel | Nationale 2 VV série A         | ... /16          |                      |